# Artère gastrique postérieure
L'artère gastrique postérieure (ou artère cardio-tubérositaire postérieure de Rouvière ou artère gastrique postérieure ascendante de Rio Branco) est une artère systémique de l'abdomen qui vascularise la face postéro-supérieure du fundus de l’estomac.

## Origine
L’artère gastrique postérieure nait de l’artère splénique.

## Trajet
L'artère gastrique postérieure monte sous le péritoine de la paroi postérieure de l'omentum jusqu'au fundus. Elle passe dans le ligament gastro-phrénique et se distribue en trois à quatre rameaux à la face postéro-supérieure du fundus.
Quelques rameaux peuvent atteindre le pôle supérieur de la rate.